# Stanislaus Graß
Stanislaus Graß (* 15. Februar 1885 in Köln; † im 20. Jahrhundert) war Polizeipräsident in Bochum.

## Leben
Nach der Entlassung aus der Volksschule erlernte Stanislaus Graß den Beruf des Drehers. Beim 3. Seebataillon im Schutzgebiet Kiautschau leistete er von 1905 bis 1908 Wehrdienst. Seit 1911 war Graß als Angestellter für den Christlichen Metallarbeiterverband in Düsseldorf tätig und stieg in der Gewerkschaftshierarchie bis zum Ersten Vorsitzenden des Kartells der Christlichen Gewerkschaften auf. Im Januar 1929 wechselte er in das Polizeipräsidium Bochum und erhielt im Februar den Auftrag zur kommissarischen Verwaltung der Stelle des Polizeipräsidenten. Im Juni hatte er die Position definitiv inne. Nach der nationalsozialistischen Machtübernahme wurde er im Frühjahr 1933 zunächst beurlaubt und dann in den einstweiligen Ruhestand versetzt. Rechtliche Grundlage für diese Maßnahme war § 6 des Gesetzes zur Wiederherstellung des Berufsbeamtentums. Der SS-Obergruppenführer Fritz Schleßmann übernahm später den Posten des Polizeipräsidenten.
Am 12. April 1944 wurde Graß vom Landgericht Köln wegen Kriegswirtschaftsverbrechen zu zwei Jahren Zuchthaus verurteilt.
Er war Mitglied des Zentrum und in den Jahren 1924 bis 1929 Stadtverordneter in Duisburg. Zu einem späteren Zeitpunkt trat er in die NSDAP ein.